# Redunca redunca
La redunca bohor, antílope bohor o ciervo cabra redunca (Redunca redunca), es una especie de mamífero artiodáctilo de la subfamilia Reduncinae del África ecuatorial.

## Descripción
Mide en promedio 75 cm de altura, entre 110 y 140 cm de largo y pesa alrededor de 50 kg. manto de color uniforme entre castaño rojizo y amarillo obscuro y pelaje blanco en el vientre. La cola es blanca en la parte inferior. El macho tiene cuernos robustos de 25 cm y hasta de 40 cm de longitud según la variedad o raza, más gruesos en la base, con curvaturas, primero hacia atrás y luego hacia adelante. las hembras carecen de cuernos.

## Hábitat y alimentación
Viven en praderas arboladas cerca del agua, en las llanuras de la zona tórrida entre Senegal y Costa de Marfil al occidente y Etiopía, Kenia y Tanzania al oriente. Se alimentan principalmente de hierbas, pero en la estación seca pueden comer semilla alimentos vegetales.

## Comportamiento
Se les encuentra solos, en pareja, la hembra con  su cría o en pequeños grupos. Los jóvenes machos a veces se agrupan entre sí. Son territoriales, pero en vez de marcar el territorio con señales olorosas, como otros antílopes, emiten sonidos particulares, similares a silbidos yo a croares de rana.

## Reproducción
La gestación dura 220 días al cabo de los cuales nace una sola cría que pesa unos 2 kg. Su vida media es de 10 años.